# آرامگاه پیروز نهاوندی
آرامگاه پیروز نهاوندی یا آرامگاه ابولولو یا آرامگاه بابا شجاع‌الدین؛ نام آرامگاهی تاریخی مربوط به دورهٔ ایلخانی است و در شهرستان کاشان، شهر کاشان واقع شده و این اثر در تاریخ ۱۵ شهریور ۱۳۵۴ با شمارهٔ ثبت ۱۰۹۱ به‌عنوان یکی از آثار ملی ایران به ثبت رسیده است. که برخی شیعیان معتقدند مدفن پیروز نهاوندی، قاتل عمر بن خطاب، است. در سمت چپ، جلو بقعه، سنگ قبری است متعلق به سید عزالدین بن شمس‌الدین که مطابق همین سنگ قبر، کنیه‌اش با هجده نسل، به فرزند سجاد (امام شیعیان) می‌رسد.

## ویژگی‌ها
بنا به گفته رئیس سازمان میراث فرهنگی کاشان، بنای ساختمان این آرامگاه مربوط به دورهٔ ایلخانی در حدود سدهٔ هفتم و هشتم قمری است که در دورهٔ قاجار مرمت شده و دارای گنبد مخروطی شکل و کاشی‌کاری است. این بنا در فهرست آثار تاریخی کشور ثبت شده است.
در تاریخچه این بنا آورده‌اند که سنگی بر روی این مقبره وجود داشت که بر روی آن نوشته شده بود: «هذا قبر عبد من عبادالله الصالحین حشره الله مع من کان یتولاه بتاریخ ۷۷۷». با این توضیح، مقبره مربوط به قرن هشتم ه‍.ق است و بنابر کتیبه نصب شده بر این بارگاه، متعلق به دوره ایلخانی-صفوی است. این احتمال که این مقبره یکی از صوفیان باشد نیز مطرح شده است. این بنا مرکب از صحن، ایوان، رواق و گنبدی هرمی شکل به صورت دوازده‌ضلعی است. این گنبد با کاشی فیروزه‌ای تزئین شده است. گچ‌بری درب ورودی این بقعه، به سال ۱۲۱۰ ه‍.ق به دست حسینقلی‌خان برادر فتحعلی شاه قاجار صورت گرفته است. آخرین بازسازی این بنا، مرمت گنبد توسط سازمان میراث فرهنگی در سال ۱۳۵۴ ه‍.ش بوده است و پس از آن با شماره ثبتی ۱۰۹۱ در فهرست آثار تاریخی کشور ثبت گردید. آورزمانی از سنگی بر روی مقبره گزارش می‌کند که مربوط به دوره صفوی و سلطنت شاه طهماسب اول بوده است. سال ساخت سنگ بر روی آن، سال ۹۳۰ ه‍.ق حک شده و صاحب مقبره، پهلوان شجاع‌الدین عنوان شده است. این سنگ بعدها به سرقت رفته است.

## وضعیت کنونی
در پی برگزاری سالانه مراسم عمرکشان، ورودی این بنا در سال ۱۳۸۷ بسته شد و پس از آن شایعاتی مبنی بر تخریب بنا میان مردم پخش گردید که تکذیب شد. در همین رابطه محمدعلی تسخیری گفت: «خدا را شکر، تلاش‌های ما با بسته شدن دری از درهای فتنه به نتیجه رسید». هم‌اکنون این مکان به مقر نیروی انتظامی، معاونت اجتماعی و ارشاد، تغییر نام و کاربری داده است.